# 8733 Ohsugi
8733 Ohsugi è un asteroide della fascia principale. Scoperto nel 1996, presenta un'orbita caratterizzata da un semiasse maggiore pari a 2,7897801 UA e da un'eccentricità di 0,0777904, inclinata di 2,73173° rispetto all'eclittica.
L'asteroide è dedicato allo scienziato giapponese Takashi Ohsugi, progettista dei sensori del LAT del GLAST nonché direttore del Centro delle Scienze Astrofisiche di Hiroshima.